# Bembicinae
Sous-famille
Les Bembicinae sont une grande sous-famille de guêpes de la famille des Crabronidae. Elle comprend plus de 80 genres et plus de 1 800 espèces. Les Bembicinae étaient anciennement rattachés à la grande famille des Sphecidae puis, pendant de nombreuses années[Quand ?], ont été traités comme une famille à part entière et, plus récemment[Quand ?], ont été placées dans la famille nombreuse des Crabronidae. Les différentes tribus de Bembicinae sont tout à fait caractéristiques et plutôt bien définies, avec des différences morphologiques et comportementales entre elles.

## Taxinomie
- tribu des Alyssontini
  - Alysson
  - Analysson
  - Didineis
- tribu des Bembicini
  - sous-tribu Argogorytina
    - Argogorytes (synonyme : Malaygorytes)
    - Neogorytes
    - Paraphilanthus

  - sous-tribu Bembicina (synonyme : Stictiellina)
    - Bembix
    - Bicyrtes
    - Carlobembix
    - Chilostictia
    - Editha
    - Glenostictia
    - Hemidula
    - Microbembex
    - Microstictia
    - Rubrica
    - Selman
    - Steniolia
    - Stictia
    - Stictiella
    - Trichostictia
    - Xerostictia
    - Zyzzyx

  - sous-tribu Exeirina (synonymes : Clitemnestrina, Olgiina)
    - Clitemnestra (synonyme : Ochleroptera)
    - Exeirus
    - Olgia

  - sous-tribu Gorytina (synonymes : Arpactini, Hoplisini)
    - Afrogorytes
    - Allogorytes
    - Arigorytes
    - Aroliagorytes
    - Austrogorytes
    - †Biamogorytes
    - Eogorytes
    - Epigorytes
    - Gorytes (synonymes : Pseudoplisus, Leiogorytes)
    - Hapalomellinus
    - Harpactostigma
    - Harpactus
    - Hoplisoides
    - Lestiphorus
    - Leurogorytes
    - Liogorytes
    - Megistommum
    - Oryttus
    - Psammaecius
    - Psammaletes
    - Sagenista
    - Saygorytes
    - Stenogorytes (synonyme : Neoplisus)
    - Stethogorytes
    - Tretogorytes
    - Xerogorytes

  - sous-tribu Handlirschiina
    - Ammatomus
    - Handlirschia
    - Kohlia
    - Pterygorytes
    - Sphecius
    - Tanyoprymnus

  - sous-tribu Heliocausina
    - Acanthocausus
    - Heliocausus
    - Tiguipa

  - sous-tribu Stizina
    - Bembecinus
    - Stizoides
    - Stizus

  - sous-tribu Trichogorytina
    - Trichogorytes
- tribu des Nyssonini
  - Acanthostethus
  - Antomartinezius
  - Brachystegus
  - Cresson
  - Epinysson
  - Foxia
  - Hovanysson
  - Hyponysson
  - Idionysson
  - Losada
  - Metanysson
  - Neonysson
  - Nippononysson
  - Nursea
  - Nysson (synonyme : Synnevrus)
  - Perisson
  - Zanysson